# Gladiolus rhodanthus
Gladiolus rhodanthus är en irisväxtart som beskrevs av John Charles Manning och Peter Goldblatt. Gladiolus rhodanthus ingår i släktet sabelliljor, och familjen irisväxter. Inga underarter finns listade i Catalogue of Life.